# E92号線

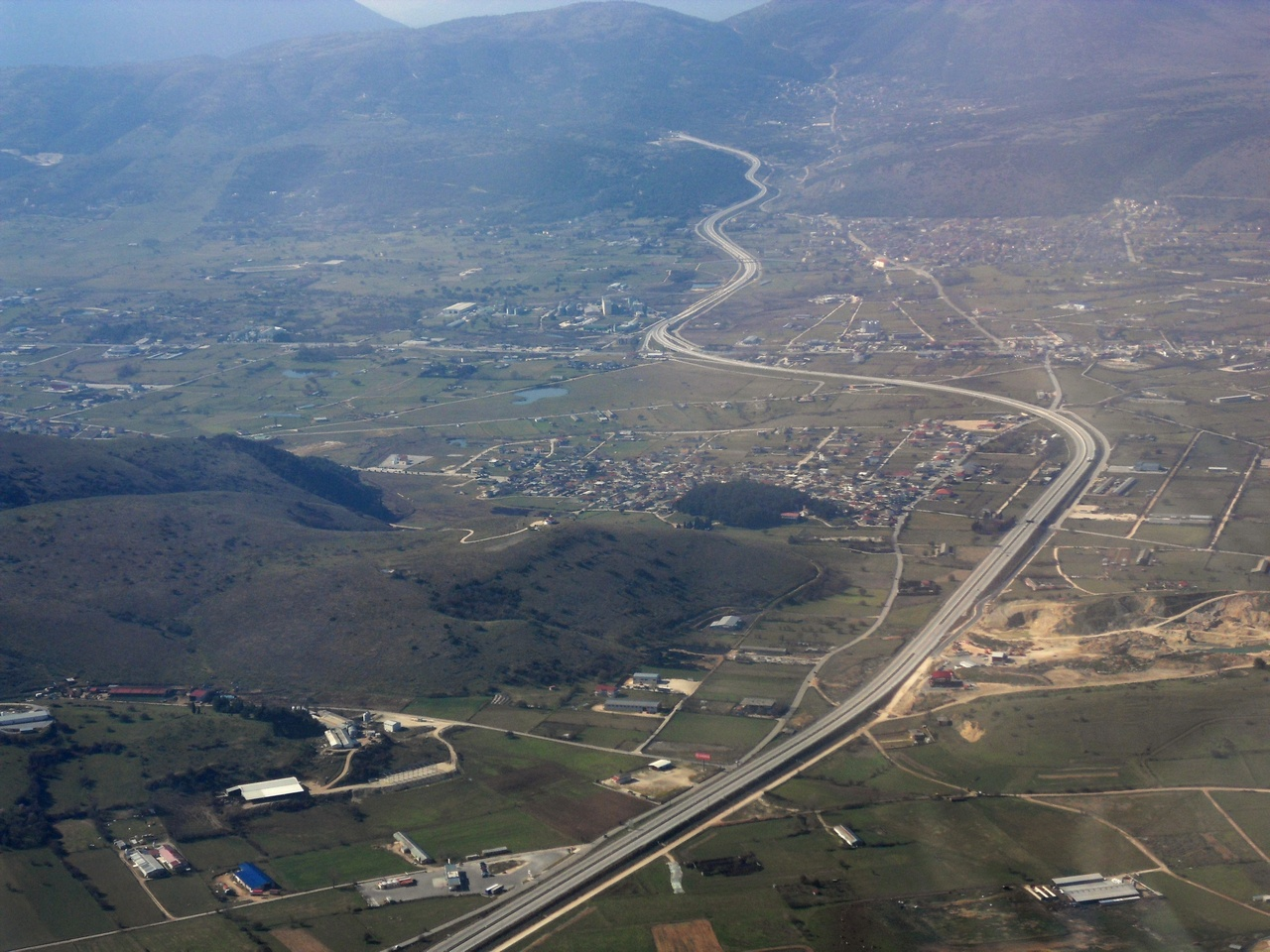
ヨアニナ近郊

E92号線 (E92ごうせん、英: European route E92) は、欧州自動車道路のAクラス幹線道路。全線がギリシャにあり、イグメニツァとヴォロスを結ぶ。

## 経路

### 経過する主要都市
- ギリシャ
  - E55、E90 イグメニツァ
  - E90、E853、E951 ヨアニナ
  - トリカラ
  - ヴォロス